# Gerbilliscus validus
Gerbilliscus validus är en däggdjursart som först beskrevs av Bocage 1890.  Gerbilliscus validus ingår i släktet Gerbilliscus och familjen råttdjur. Inga underarter finns listade i Catalogue of Life.
Ovansidans päls bildas av hår som är mörkgråa och de har en brun till svartbrun spets vad som ger ett mörkbrunt utseende. Artens kroppssidor är lite ljusare. Det förekommer en tydlig gräns mot den vita undersidan. Gerbilliscus validus har dessutom vita extremiteter, ibland med ljusbrun skugga. Det saknas hår på fotsulorna. Artens svans är oftast lite kortare än huvud och bål tillsammans. Den är täckt med hår och ovansidan är mörkast. Honor kan ha 6 eller 8 spenar. Kroppslängden (huvud och bål) är 135 till 195 mm, svanslängden 115 till 185 mm och vikten varierar mellan 90 och 160 g.
Arten förekommer i Afrika från Sudan söderut till Angola, norra Zimbabwe och Tanzania. Habitatet utgörs av savanner och jordbruksmark.
Gerbilliscus validus är nattaktiv och den vistas på marken. Individerna gräver komplexa underjordiska bon som kan ha en utsträckning på 2,4 gånger 1,4 meter. Boets djupaste delar ligger 45 till 60 cm under markytan. Födan utgörs främst av rötter från gräs och halvgräs. Under regntiden äts även gröna blad från gräs. Dessutom ingår olika insekter i födan. Under regntiden kan honor ha en eller två kullar med 3 eller 4 ungar per kull. Hos honor i fångenskap ligger i genomsnitt 109 dagar mellan två födslar. Ungarna blir könsmogna när de väger cirka 90g. Denna gnagare jagas bland annat av serval och falbkatt samt av pufform och andra större ormar.